# Still Standing (série de televisão)

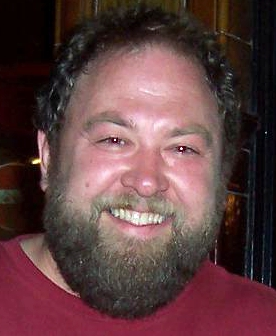
Mark Addy

Still Standing, Apesar de Tudo (nome no Brasil) ou Venha o que Vier (nome em Portugal) é uma série de televisão americana. Estreou na CBS em 30 de setembro de 2002, e terminou em 8 de março de 2006. A Lifetime obteve os os direitos de distribuição dos Estados-Membros do E.U.A. para o show em fevereiro de 2005 e agora vai ao ar todos os dias úteis na vida e na sindicação de redes de cabo e estações de transmissão diferentes. Still Standing arejado por quatro temporadas, ganhou três prêmios durante esse tempo. Will Hoge cantou a música tema do programa. No Brasil ainda é apresentado pela Fox e em Portugal foi apresentado pela Fox Life.

## Sinopse
Um casal classe operária em Chicago tentar incutir bons valores em seus três filhos, Brian (Taylor Ball), Lauren (Renee Olstead) e Tina (Soleil Borda), mas as suas próprias experiências passadas conflito muitas vezes com as lições que eles tentam ensinar às suas crianças. Judy Miller (Jami Gertz) é a mulher atraente que foi cortejado por Bill (Mark Addy), quando ele duplicitously datado amigo menos atraente Judy. Judy e Bill começaram a namorar quando ela percebeu que ele seja sensível. Bill percebeu Judy na frente dos armários localizados pelo escritório do diretor, vestindo uma apertada Aerosmith t-shirt vermelha e jeans com bolso direito rasgado.
Judy e Bill eram ambos popular na escola e nunca ultrapassou essa mentalidade adolescente. Nenhum deles tem o nível de maturidade para ensinar seus filhos o certo e o errado, muitas vezes causando uma inversão de papéis entre os pais e as crianças. Irmã solteira de Judy, Linda (Jennifer Irwin) continuamente butts cabeças com Bill.

## Personagens

### Principais

#### Bill Miller
- Intérprete: Mark Addy

As coisas que quero ser legal da família Miller, que é muitas vezes percebida como um peso, preguiçoso, Homer Simpson, como o caráter. Bill tem uma tendência para participar em "macho" atividades como assistir esportes, beber cerveja, e trabalhando em projetos de carpintaria. Bill não é a pessoa mais inteligente do grupo e só passou seis semanas na faculdade, mas ele faz bem a trabalhar em uma Sears-como loja de departamento do Departamento de WC. Ele tende a reproduzir o policial "bom" quando pais seus filhos. No entanto, ele pode às vezes ser superprotetora com sua filha mais velha, Lauren, quando ele deu o capitão do conselho jogador de futebol da equipe e, em seguida, ele perguntou a Lauren, arruinou a data. Ele também arruinou décimo terceiro aniversário de Lauren, dizendo ao menino Lauren gostava que ela gostava dele. Ele frequentemente chama abóbora. 

#### Judy Miller (née Michaels)
- Intérprete: Jami Gertz

A mãe da família Miller, ela é uma mulher de boa aparência em seu 30s atrasado, tentando não perder o contato com seu self mais novo e tentar ser a mãe "cool". Muitas vezes ela vai a um cabeleireiro que Bill também foi um período de tempo. Judy trabalha como assistente de dentista. Ela é mais inteligente do Bill (marginal) e junta-se muitas vezes em seus esquemas depois de aparentemente ter frustrado deles. Ela tenta ser solto com as filhas, mas Lauren loves a quebrar as regras, de modo que muitas vezes vê-se a uma pessoa que ela não quer ser assim: a mãe. Ela pode muitas vezes ser superprotetora com seu filho, Brian, a quem ela chama Bri Bri. Ela nunca percebeu que ele estava crescendo até que ele fez. Quando Brian começa a não querer sair com ela, ele fica doente, dando-lhe o copo de suco com canudinho que sua filha caçula, Tina, que tinha acabado de mais de um resfriado, bebeu. Normalmente ela fica feliz quando Brian começa a girl (algo que ela achava que ele nunca faria), mas quando ela vê sua namorada, Bonnie, está tomando conta de sua vida, ela se torna superprotetora causando Bonnie para romper com o Brian. 

#### Brian Hops Miller
- Intérprete: Taylor Ball

O Filho mais velho da prole e único filho homem da família Miller, Brian é um talentoso (ele é o orador oficial), mas relativamente impopular estudante secundarista, amplamente considerado como um geek, nerd, ou coxo (geralmente por seu pais). Embora ele seja hetero, a orientação sexual de Brian foi questionada várias vezes por seus pais, porque ele lê a revista Vogue (que justifica isto dizendo que "às vezes esses modelos usam ver através de roupa, e fica frio nos estúdios"), gira um baton, e sai do seu breve mandato como um grande retrocesso se a escola de futebol a juntar-se à torcida (finalmente revelado como sua maneira de interagir com as meninas cute). Também é mencionado em um episódio, quando Bill e Judy vir a Brian para ajudar, que ele tem medo de palhaços. Em temporadas mais tarde, ele é negligenciada e até mesmo ignorada por seus pais. Isso é irônico quando se considera a quantidade de vezes que os dois pais mencionar a sua confiança no sucesso futuro, devido à sua inteligência Brian. Ele perde a virgindade durante o Verão, Junior Senior, enquanto em um programa de intercâmbio na Itália, ele e seu pai são ambos contentes que Brian perdeu antes Lauren fez. No final da série, Brian é admitido à Universidade de Chicago, sua primeira escolha. Ele é chamado de "Bri-Bri" por sua mãe, para sua consternação. Sua desculpa para não ser chamado Bri Bri era que ele apresentou seu próprio imposto de renda daquele ano. Embora, quando Judy pegou mal, ele queria sair com sua mãe todos os dias. Ele tenta ser popular, mas ele não é, o que decepciona o pai. 

#### Lauren Barley Miller
- Intérprete: Renee Olstead

A hormonal, adolescente mimada filha mais velha da família Miller, Lauren é uma das meninas populares da escola. Ela fica em apuros por quebra de seus pais e as regras da escola. Ela não é inteligente, nem ela aplica-se tanto quanto seu irmão faz. Seus pais esperam que ela será de pouco mais de uma garçonete. Lauren é mostrado para ter um talento para as artes, em um episódio, ela é encontrada para ser um cantor talentoso, e em outro ela estrelas no jogo da escola (embora ela não parece ser bom em qualquer clarinete, fazendo com que seus pais escondê-lo dela). Ela é chamada de "abóbora", por seu pai, ela está envergonhada por ele. Ela também uma Blink Big-182 do ventilador. 

#### Tina Kathleen Miller
- Intérprete: Soleil Borda

A filho mais novo e filha inadequados da família Miller, Tina poderia ser descrito como uma motoniveladora obnoxious segundo. Tina's family sees her as clueless, but viewers see that she is one of the most clever in her family. Tina família vê-la como nora, mas os espectadores ver que ela é uma das mais inteligentes em sua família. In a few episodes, Tina is also portrayed being unafraid to take a practical joke to the next level. Em alguns episódios, Tina também é retratado não ter medo de tomar uma brincadeira para o próximo nível. Sometimes she tends to be the "creepy child" of the family. Às vezes, ela tende a ser a criança "assustador" da família. 

#### Linda Michaels
- Intérprete: Jennifer Irwin

Irmã de Judy, Linda gasta muito do seu tempo pendurada na casa dos Miller, para desgosto de Bill, mas no final do episódio "Still ajudar," Bill, vendo Linda de trás como ela é exercer erros Linda para o bem torneadas Rose Grundy, uma atraente rapariga Schultze ex-Beer, só para saber deste caso embaraçoso erro de identidade quando Linda se vira, para grande desgosto de Bill, como Bill parece mal do estômago após a provação. She suffers from low self-esteem and high self-pity. Ela sofre de baixa auto-estima e elevada auto-piedade. Eventually she marries Perry, a singer in a Foghat cover band. Eventualmente ela se casa com Perry, a cantora de uma banda cover do Foghat. Though she has a guestroom for when her mother comes to town, Helen prefers to sleep on the couch at Judy's, much to Linda's dismay. Embora ela tenha um quarto de hóspedes para quando sua mãe vem para a cidade, Helen prefere dormir no sofá de Judy, para desgosto de Linda. 

#### Daniel "Fitz" Fitzsimmons
- Intérprete: Joel Murray

Melhor amigo de Bill, creditado como forma de temporadas 3 e 4. Ele trabalha com Bill como um vendedor e tem um filho homossexual, Scotty, que gosta de Brian e é capitão da equipe da equipe de beisebol da escola.

### Recorrentes

#### Perry
- Intérprete: James Patrick Stuart

O marido de Linda, um músico que se apresenta em Reno, NV. He intentionally uses a fake English accent which was useful when he first appears on the show as the singer in a Foghat cover band. Ele utiliza intencionalmente um falso sotaque Inglês que foi útil quando ele aparece pela primeira vez no show que o cantor em uma banda cover do Foghat. In Reno he becomes the "Captain" as one half of a Captain and Tennille cover group. Em Reno ele se torna o "Capitão", como uma metade de um Captain and Tennille cobrir grupo.

#### Marion Fitzsimmons
- Intérprete: Kerri Kenney

Esposa de Fitz. Ela é muito bem retratada como não na mesma página, o humor inteligente com Fitz, Bill e Judy, que é um dos fatores por trás dela e Judy nem sempre se dando bem. Em um episódio, Kenney também retrata Mary Simms, uma voluntária na escola de Tina.

#### Gene Michaels
- Intérprete: Steven Gilborn

Pai de Linda e Judy. Ele é um ávido colecionador e apreciador de modelos de comboios.

#### Helen Michaels
- Intérprete: Janet Carroll
- Apareceu nas temporadas: 1, 2

Mãe de Linda e Judy. Ela favorece a Judy sobre Linda. Sua interpretação varia conforme o personagem da atriz, ela é mais maternal, quando retratado por Caroll, mas de saída e divertido quando retratado por Kurtz, assim, mudar a mentalidade do personagem durante as estações do ano.

#### Al Miller
- Intérprete: Paul Sorvino

O pai de Bill, um metalúrgico aposentado. Quando Bill era mais jovem, Al deixou Bill e sua mãe Louise, com pouco ou nenhum dinheiro, criando a dinâmica principal entre Bill e AL. Mais tarde na série, quando o Al está definido para começar casar, seu noivo revela que a Al-se, na realidade, um multi-milionário que foi deitado ao Bill por anos.

#### Louise Miller
- Intérprete: Sally Struthers

Mãe manipuladora do Bill que se mudou para Chicago após seu divórcio. Ela manipula aqueles ao seu redor por culpa-los tropeçar. Sua natureza controlando com Bill define ela constantemente em desacordo com Judy. Em numerosas ocasiões, Louise e vie Judy, geralmente como resultado de Judy finalmente tirando a Louise para ela manipulativeness e subsequente Louise sentimentos feridos. Muitas vezes, eles lutam, para compensar e depois lutar novamente. Ela finalmente se casa com datas e Johnny.

#### Johnny
- Intérprete: Clyde Kusatsu

Louise Miller novo amor e eventual marido. Ele é muito rico, Louise ter comprado um carro caro. Ele é Japonês, que é dirigido quando ele encontra Bill e Judy em um restaurante chinês e os erros Bill Johnny para um garçom.

#### Bonnie
- Intérprete: Ashley Tisdale

Namorada de Brian.

#### Becca
- Intérprete: Lauren Schaffel

Melhor amiga de Lauren. Ela tem também muito medo de Judy. Em um episódio, Lauren revela que os pais da Becca fui a um conselheiro matrimonial, mas infelizmente o aconselhamento breve levar a terapia de grupo, que logo se transformou em um culto que participavam em actos sexuais pervertidas de orgias em grupo e esposa-troca.

#### Ted Halverson
- Intérprete: Kevin Nealon

Vizinho religioso dos Millers. Ele e sua mulher tendem a ser "superdotados" que muitas vezes competem entre Bill e Judy, embora muitas vezes antes de Bill e Judy sei que há uma concorrência. Sra. Halverson geralmente é a voz da razão e umedece concorrência Ted depois que ele foi longe demais. Os Halversons também acreditam que uma mãe deve estar em casa e não funciona como evidenciado por numerosas alusões a Judy "fazendo o que ela pode" considerando que ela é uma mãe trabalhadora.

#### Matt Halverson
- Intérprete: Shawn Pyfrom

Filho de Ted e um dos namorados de Lauren.

#### Shelly e Terry
- Intérpretes:
  - Julia Campbell
  - Justine Bateman

Vizinhas lésbicas dos Millers e mães de Chris. Adicionando o combustível para fantasias de Bill, Shelly é uma comissária de bordo e Terry é uma enfermeira. Em mais de uma ocasião que se demonstre que Terry encontra Judy atrativo, fazendo com que o ciúme de Shelly.

#### Chris
- Intérprete: Sean Marquette

Amor de Lauren em vários episódios. Filho de Shelly e Terry. Ele tem habilidades extraordinárias que handyman sua mãe superprotetora raramente lhe permitem utilizar.

#### Kyle Polsky
- Intérprete: Todd Stashwick

Irresponsável e Imaturo vizinho de Bill. Tem uma grande coleção de brinquedos e está relacionado com a (fictícia) de família rica e famosa cerveja Polsky.

#### Carl
- Intérprete: David Koechner
- Apareceu nas temporadas: 1, 2

Melhor amigo de Bill durante as temporadas 1 e 2. Trabalha com Bill na loja de departamento.

#### Maxwell "Mack" McDaniel
- Intérprete: John Marshall Jones
- Apareceu nas temporadas: 2, 3

Amigo de Bill e do Fitz durante as temporadas 2 e 3 (6 episódios). Mack trabalha com Bill e Fitz na loja de departamento.

#### Jeff Hackman
- Intérprete: Chris Elliot

Também trabalha com Bill. Às vezes chamado Jeff Hackman "Never-Pay-Ya-Backman" (Nunca mais paga).

## Episódios
Cada título de cada episódio começa com a palavra, "Still", com exceção do piloto.

## Crítica
A 2002 Entertainment revisão Semanal Still Standing deu uma nota "D", chamando-o um "apáticos" mostram que "não zip para refrescar os gordos-Obtém-a fórmula de Família".